# محمد حسن النجفي
الشيخ محمد حسن النجفي الاصفهاني العاملي من مراجع الشيعة ومجتهديهم في القرن الثالث عشر بعد الهجرة. و عرف بصاحب الجواهر.

## الصورة
هو العلامة الشيخ محمد حسن ابن الشيخ باقر ابن الشيخ عبد الرحيم ابن الآغا محمد الصغير ابن الآغا عبد الرحيم الشريف الكبير. صاحب الموسوعة الفقهية الإسلامية الكاملة ( جواهر الكلام )، من أعلام الطائفة الإمامية وفقهاء الإثني عشرية. نبغ في النجف، وانتهت إليه مرجعية الشيعة ورئاسة الطائفة. ولد الشيخ ( صاحب الجواهر ) حدود سنة (1192 هـ ) في دار والده المجاورة للصحن الحيدري الشريف. أخذ عن الشيخ جعفر صاحب ( كشف الغطاء) وولده الشيخ موسى، وعن صاحب (مفتاح الكرامة)، وعن السيد أبي الحسن الحسيني العاملي، وعن الشيخ قاسم محي الدين، وغير هؤلاء من تلامذة الوحيد البهبهاني وبحر العلوم. اجتذب إليه طلاب العلم بفضل براعته البيانية وحسن تدريسه وغزارة علمه وثاقب فكره الجوّال وبحثه الدؤوب وانكبابه على التدريس والتأليف، وكان مجلس بحثه يضم أكثر من ستين مجتهداً من المعترف لهم بالفضيلة. ومن بعض آثاره جواهر الكلام ) الموسوعة الفقهية التي فاقت جميع ما سبقها من الموسوعات سعة وجمعاً وإحاطة بأقوال العلماء وأدلتهم، مضافاً إلى أنه كتاب كامل في أبواب الفقه كلها جامع لجميع كتبه. توفي صاحب الجواهر في غرّة شعبان يوم الأربعاء عند زوال الشمس سنة (1266 هـ) في النجف و دُفِن في مقبرته المعروفة والمجاورة لمسجده المشهور، وعلى مرقده قبّة من الكاشي الأزرق.

## الولادة
الشيخ محمد حسن النجفي صاحب كتاب فقهي كبير المسمي بجواهر الكلام في شرح شرايع الإسلام الذي شهر مولفه بصاحب الجواهر وعرف أهله وعشيرته بالجواهري وجواهر الكلام.

## الاسم الكامل
آية الله الشيخ محمد حسن بن الشيخ باقر بن الشيخ عبد الرحيم بن الآقا محمد بن الملا عبد الرحيم الشريف المعتوق الأصفهاني العاملي من فقهاء الشيعة وعلمائهم البارزين في القرن الثالث عشر بعد الهجرة.

## الدراسة
درس النجفي في النجف عند أعلام النجف وتربى تلامذة كثيرة جلهم من المراجع والمجتهدين.

## الأساتذة
ابن جعفر كاشف الغطا الكبير / جواد محمد العاملي والسيد محمد المجاهد وغيرهم.

## التلاميذ
حبيب الله الرشتي محمد حسن آل ياسين السيد حسن المدرس الأصفهاني ميرزا حسين الخليلي الرازي محمد باقر نجفي محمد حسين كاظمي الشيخ عبد الحسين شيخ العراقين.

## الذهاب الدائم إلى السهلة
جدد الشيخ محمد حسن صاحب الجواهر للناس عادة الذهاب إلى مسجد السهلة ليلة الأربعاء من كل أسبوع. وكان إذا خرج إلى السهلة في الليلة المعهودة يأمر بالخيام والبسط والأمتعة اللازمة لاستخدامها خلال فترة الاستراحة في طريقهم من النجف إلى المسجد، ويركب هو وتلامذته وحاشيته على الخيول المسرجة ويتبعهم خلق كثير من الناس. ((كما أن أخاه الذي يكبره سنٌا الشيخ محمد حسين كان من نوابغ طلاب العلم، و قُتِل في ريعان شبابه خطأ وهو في طريقه إلى مسجد السهلة، بطلقة نارية طائشة من أحد طلاب العلم الذين كانوا بأمر الشيخ كاشف الغطاء وتوجيهه - يتدربون في الصحراء خارج النجف على الرمي بالبنادق لغرض الدفاع عن هجمات الوهابيين التي كانت مستمرة على النجف وكربلاء.

## الآثار
جواهر الكلام و...رسالة في الزكاة والخمس و...

## الأسرة
كان لديه ثمانية أبناء وابنة، وأبرزهم:
- الشيخ محمد، المعروف باسم «حميد» أكبر وأبرز الأسرة، ومات في حياة والده
- الشيخ عبدعلي والد الشيخ عبد الحسين وجد الشاعر المعروف محمد مهدي الجواهري.
- الشيخ حسين، باحث وشاعر،
- الشيخ حسن، من العلماء والفقهاء في عصره.

## الوصلات
- arabicbookshop.net/main/details.asp?id=218-320